# Тесукі-Пуебло (Нью-Мексико)
Тесукі-Пуебло (англ. Tesuque Pueblo) — переписна місцевість (CDP) в США, в окрузі Санта-Фе штату Нью-Мексико. Населення — 301 особа (2020).

## Географія
Тесукі-Пуебло розташоване за координатами 35°48′33″ пн. ш. 105°58′31″ зх. д. / 35.80917° пн. ш. 105.97528° зх. д. (35.809034, -105.975178).  За даними Бюро перепису населення США в 2010 році переписна місцевість мала площу 5,69 км², уся площа — суходіл.

## Демографія
Згідно з переписом 2010 року, у переписній місцевості мешкали 233 особи в 80 домогосподарствах у складі 64 родин. Густота населення становила 41 особа/км².  Було 84 помешкання (15/км²).
Расовий склад населення:
| - 97,4 % — корінних американців - 1,7 % — білих |

До двох чи більше рас належало 0,0 %. Частка іспаномовних становила 7,7 % від усіх жителів.
За віковим діапазоном населення розподілялося таким чином: 25,8 % — особи молодші 18 років, 61,3 % — особи у віці 18—64 років, 12,9 % — особи у віці 65 років та старші. Медіана віку мешканця становила 35,2 року. На 100 осіб жіночої статі у переписній місцевості припадало 99,1 чоловіків;  на 100 жінок у віці від 18 років та старших — 96,6 чоловіків також старших 18 років.
Середній дохід на одне домашнє господарство  становив 49 950 доларів США (медіана — 40 000), а середній дохід на одну сім'ю — 57 602 долари (медіана — 51 250). За межею бідності перебувало 19,6 % осіб, у тому числі 20,0 % дітей у віці до 18 років та 12,5 % осіб у віці 65 років та старших.
Цивільне працевлаштоване населення становило 107 осіб. Основні галузі зайнятості: мистецтво, розваги та відпочинок — 28,0 %, публічна адміністрація — 21,5 %, освіта, охорона здоров'я та соціальна допомога — 19,6 %.